# Magali Plovie
Magali Plovie (Elsene, 4 augustus 1976) is een Belgisch voormalig politica voor Ecolo.

## Levensloop
Magali Plovie behaalde in 2000 het diploma van licentiaat in de rechten aan de Université libre de Bruxelles. Van 2001 tot 2004 was ze werkzaam als juriste, eerst in de privésector en vanaf 2002 bij IRIS, het netwerk voor Brusselse ziekenhuizen. Ze werkte vervolgens van 2004 tot 2009 als raadgever voor sociale aangelegenheden en van 2009 tot 2012 als adjunct-directeur op het kabinet van Brussels minister Evelyne Huytebroeck.
Voor Ecolo was ze van 2007 tot 2012 OCMW-raadslid van Vorst, waar ze vervolgens van 2012 tot 2023 in de gemeenteraad zetelde. In december 2012 werd ze eveneens lid van het Brussels Hoofdstedelijk Parlement, waar ze lid werd van de commissie Binnenlandse Zaken. Bij de gewestverkiezingen van 2014 werd Plovie niet herkozen, maar ze kwam nog even terug in het parlement om ontslagnemend Brussels minister Evelyne Huytebroeck te vervangen. In juli 2014 kon Huytebroeck haar mandaat van parlementslid terug opnemen en verdween Plovie uit het parlement. Na haar parlementaire loopbaan was ze van 2015 tot 2017 politiek adviseur bij het Interfederaal Steunpunt tot bestrijding van armoede, bestaansonzekerheid en sociale uitsluiting.
In juni 2017 werd Plovie in opvolging van Isabelle Durant opnieuw Brussels Hoofdstedelijk Parlementslid. Ditmaal werd ze lid van de commissie Economie en Werkgelegenheid. Bij de verkiezingen van mei 2019 werd ze in deze functie herkozen. In de nasleep van deze verkiezingen werd ze in juni 2019 voorzitter van het Parlement francophone bruxellois, de assemblee van de Franse Gemeenschapscommissie. Ze bekleedde deze functie tot in september 2023.
In juli 2023 werd ze door de Senaat voorgedragen als rechter bij het Grondwettelijk Hof, ter opvolging van Thierry Detienne. Op 11 september 2023 werd ze beëdigd als rechter bij het Grondwettelijk Hof en bijgevolg nam ze ontslag uit haar politieke mandaten.